# شتيفان فولغر
شتيفان فولغر (بالألمانية: Stefan Vogler)‏ (13 أغسطس 1990 بزيغمارينغن في ألمانيا - ) هو لاعب كرة قدم ألماني في مركز الهجوم. لعب مع غرويتر فورت وكيكرز أوفنباخ وBahlinger SC ‏ وSC Pfullendorf ‏ وSpVgg Greuther Fürth II ‏ وTSG Balingen ‏.

## روابط خارجية
- ستيفان فولغير على موقع قاعدة بيانات كرة القدم.إي يو (الإنجليزية)
- ستيفان فولغير على موقع بيانات كرة القدم. دي إي (الألمانية)
- ستيفان فولغير على موقع عالم كرة القدم.نت (الإنجليزية)